# دولورس فارغاس
دولورس فارغاس (بالإسبانية: Dolores Vargas)‏ هي مغنية إسبانية، ولدت في 16 مايو 1936 في برشلونة في إسبانيا، وتوفيت في 7 أغسطس 2016 في بلنسية في إسبانيا بسبب ابيضاض الدم.

## وصلات خارجية
- دولورس فارغاس على موقع IMDb (الإنجليزية)
- دولورس فارغاس على موقع ميوزك برينز (الإنجليزية)
- دولورس فارغاس على موقع أول ميوزيك (الإنجليزية)
- دولورس فارغاس على موقع ديسكوغز (الإنجليزية)
- دولورس فارغاس على موقع قاعدة بيانات الفيلم (الإنجليزية)